# Clapra oculata
Clapra oculata là một loài bướm đêm trong họ Noctuidae.